# 한 판 더!
한 판 더!(일본어: もういっぽん!) 또는 잇폰 어게인!(Ippon Again!)은 무라오카 유가 글을 쓰고 그림을 그린 일본 만화 시리즈이다. 2018년 10월부터 2023년 3월까지 아키타 쇼텐의 소년 만화 잡지 주간 소년 챔피언에 연재되었으며, 2023년 4월부터 만화 크로스 웹사이트로 이전되었다. 2024년 4월 기준 이 시리즈는 단행본 28권으로 수집되었다. 바켄 레코드(Bakken Record)가 각색한 애니메이션 TV 시리즈는 2023년 1월부터 4월까지 방영되었다.

## 구성
이 이야기는 유도 선수 소노다 미치가 중학교 마지막 유도 대회를 마친 후 친구 타키가와 사나에가 그녀를 고등학교에 함께 가자고 초대할 때까지 스포츠를 그만둘 계획을 세우는 과정을 따른다.